# 贝堡
贝堡（法語：Betz-le-Château，法語發音：[bɛ lə ʃato]）是法国安德尔-卢瓦尔省的一个市镇，位于该省东南部，属于洛什区。

## 地理
贝堡（46°59'31"N, 0°55'13"E）面积46.88 平方千米，位于法国中央-卢瓦尔河谷大区安德尔-卢瓦尔省，该省份为法国中西部省份，北起萨尔特省、东北接卢瓦-谢尔省，东南接安德尔省，南至维埃纳省，西临曼恩-卢瓦尔省。
与贝堡接壤的市镇（或旧市镇、城区）包括：拉塞勒格南、埃沃勒穆捷、费里耶尔拉尔松、圣弗洛维耶、圣瑟诺克、安德尔河畔韦尔讷伊。
贝堡的时区为UTC+01:00、UTC+02:00（夏令时）。

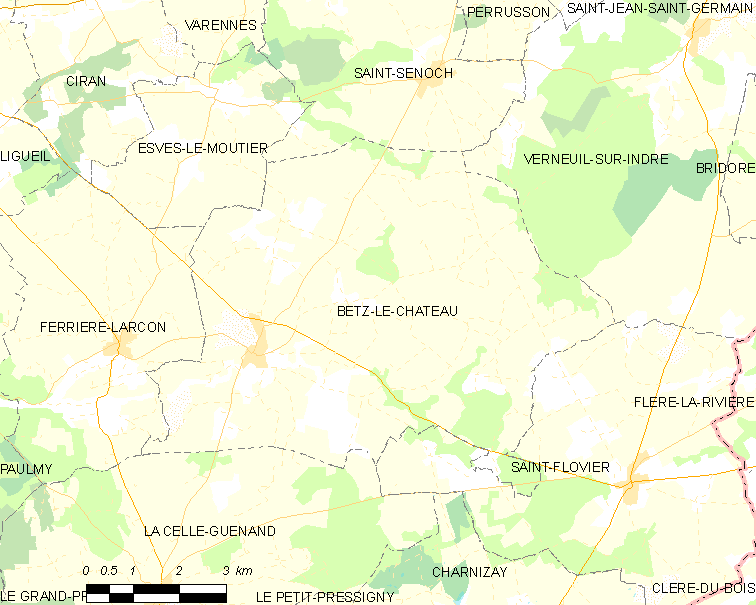
贝堡的OSM定位图

## 行政
贝堡的邮政编码为37600，INSEE市镇编码为37026。

## 政治
贝堡所属的省级选区为笛卡尔县。

## 交通
安德尔-卢瓦尔省省道D59线、D93线和D100线在市中心交汇。

## 人口

1962-2008年间贝堡人口变化图示

贝堡于2022年1月1日时的人口数量为508人。